# Brandon Call
Brandon Call, né le 17 novembre 1976 à Torrance en Californie, est un acteur américain.
Il est principalement connu pour avoir joué, enfant puis adolescent, dans les séries télévisées Santa Barbara (1985-1987, dans le rôle de Brandon DeMott-Capwell), Alerte à Malibu (première saison (1989-1990), dans le rôle de Hobie Buchannon), et Notre belle famille (1991-1998, dans le rôle de J.T. Lambert).
Il a arrêté sa carrière d'acteur en 1998.

## Biographie

### Famille
Brandon Spencer Lee Call est né le 17 novembre 1976 à Torrance en Californie, de Richard et Elyse Call, dont il est le plus jeune des quatre enfants. Ses trois frères et sœurs aînés sont Dee Anne, Tandi et Dustin.

### Carrière d'acteur
Brandon Call fait ses débuts en prêtant sa voix dans des films Disney (Taram et le Chaudron magique (1985)). Il apparaît dans diverses productions, jouant par exemple avec Glenn Close dans le film À double tranchant (1985), avant de connaître la célébrité en jouant le rôle du petit Brandon DeMott-Capwell dans la série télévisée Santa Barbara en 1985-1987 (il a remporté deux Young Artist Awards pour ce rôle).
En 1988, Brandon Call décroche le rôle du jeune Hobie Buchannon dans la première saison de la série télévisée Alerte à Malibu en 1989-1990, aux côtés de David Hasselhoff. La série est cependant interrompue après la première saison pendant une année, temps lors duquel Brandon Call se consacre à ses études et décroche le rôle de J.T. Lambert dans la série Notre belle famille. Le rôle de Hobie Buchannon dans Alerte à Malibu sera alors recasté et attribué à Jeremy Jackson, qui interprétera le rôle durant le reste de la série.
Brandon Call interprète le rôle de J.T. Lambert dans la série Notre belle famille de 1991 à 1998, aux côtés de Patrick Duffy. C'est le dernier rôle de sa carrière, ne retrouvant pas de rôle régulier depuis. Traumatisé par une fusillade subie en 1996, il arrête sa carrière d'acteur après la fin de la série en 1998.
Lors de son apparition à la 90s Con en 2024, il révèle travailler désormais dans le secteur de l'immobilier.

### Fusillade
Le soir du 3 septembre 1996, alors qu'il rentre chez lui en voiture après avoir tourné un épisode de Notre belle famille, Brandon Call remarque qu'il est talonné par une voiture conduite par un couple. Il essaie de semer la voiture dans une rue, qui s'avère être sans issue, fait demi-tour et se retrouve obligé de croiser de près la voiture menaçante, dont l'un des passagers tire alors six coups de feu en direction de l'acteur, qui est blessé aux deux bras. Brandon Call s'enfuit en voiture au poste de police de Culver City pour obtenir de l'aide, et est transporté en ambulance au UCLA Medical Center de Los Angeles, d'où il sort environ 18 heures après l'attaque. Il se remettra de ses blessures, qui ne nécessiteront aucune intervention chirurgicale. Le tireur des coups de feu, Tommy Eugene Lewis, n'avait apparemment aucun motif pour la fusillade,,.

### Vie privée
Par la suite, Brandon Call aurait repris la station-service de ses parents à San Diego en Californie.
Brandon Call est marié depuis 2015 à Kelly Koerber et a une belle-fille, Brooke, née en 2005. Il a également une fille issue d'une relation précédente, née en 1998.
Après plus de 25 ans loin des médias publiques et des écrans, Brandon Call fait une apparition à la Convention Connecticut Center, réunissant de nombreux acteurs et actrices des années 1990, du 15 au 17 mars 2024, retrouvant ainsi la quasi-totalité des acteurs de Notre belle famille participant également à cette convention.

## Filmographie

### Cinéma
- 1985 : Taram et le Chaudron magique (The Black Cauldron) de Ted Berman et Richard Rich : Fairfolk (voix)
- 1985 : À double tranchant (Jagged Edge) de Richard Marquand : David Barnes
- 1989 : Warlock de Steve Miner : un petit garçon
- 1989 : Vengeance aveugle (Blind Fury) de Phillip Noyce : Billy Devereaux
- 1990 : Les Aventures de Ford Fairlane (The Adventures of Ford Fairlane) de Renny Harlin : le gosse
- 1991 : For the Boys de Mark Rydell : Danny Leonard à 12 ans

### Télévision
- 1984 : Simon et Simon (série télévisée, 1 épisode) : Le fils d'Addie Becker
- 1984 : Hôtel (série télévisée, 1 épisode) : Timmie Harding
- 1985 : Slickers (téléfilm) : Scooter Clinton
- 1985 : I Dream of Jeannie... Fifteen Years Later (téléfilm) de William Asher : Tony Jr à 7 ans
- 1985-1987 : Santa Barbara (série télévisée) : Brandon DeMott-Capwell
- 1985 et 1988 : Magnum (série télévisée, 3 épisodes) : Billy, le fils de Karen
- 1986 : The Richest Cat in the World (téléfilm) de Greg Beeman : Bart
- 1986 : Life with Lucy (série télévisée, 2 épisodes) : Max
- 1986-1987 : Hôpital St Elsewhere (St. Elsewhere) (série télévisée, 2 épisodes) : Christopher McFadden
- 1987 : Webster (série télévisée, 1 épisode) : Ricky
- 1987 : Trying Times (série télévisée, 1 épisode) : Reggie
- 1987-1988 : The Charmings (série télévisée, 19 épisodes) : Thomas Charming
- 1988 : Le Monstre évadé de l'espace (Something Is Out There) (série télévisée, 2 épisodes) : Joey
- 1989 : The Gifted One (téléfilm) : Michael à 10 ans
- 1989-1990 : Alerte à Malibu (Baywatch) (série télévisée, saison 1, 22 épisodes) : Hobie Buchannon
- 1990 : ABC TGIF (série télévisée) : John
- 1991-1998 : Notre belle famille (Step by Step) (série télévisée) : "J.T." John Thomas Lambert
- 1994 : Caraïbes Offshore (Thunder in Paradise) (série télévisée, 2 épisodes) : Zach
- 1994 : ABC Sneak Peek with Step by Step (téléfilm) : "J.T." John Thomas Lambert

## Distinctions

### Récompenses
- 1986 : Young Artist Awards : Meilleur jeune acteur de série quotidienne régulière, pour Santa Barbara
- 1987 : Young Artist Awards : Meilleur jeune acteur de série quotidienne, pour Santa Barbara

### Nominations
- 1987 : Young Artist Awards : Meilleur jeune acteur dans un second rôle dans un film, pour À double tranchant
- 1988 : Young Artist Awards : Meilleur jeune acteur dans une série télévisée de comédie, pour The Charmings
- 1990 : Young Artist Awards : Meilleur jeune acteur dans un second rôle dans une série télévisée, pour Alerte à Malibu
- 1992 : Young Artist Awards : Meilleur jeune acteur dans une nouvelle série télévisée, pour Notre belle famille
- 1993 : Young Artist Awards : Meilleur jeune acteur dans une série télévisée, pour Notre belle famille
- 1994 : Young Artist Awards : Meilleur groupe dans une série télévisée, pour Notre belle famille, partagé avec Josh Byrne, Christopher Castile, Staci Keanan, Christine Lakin et Angela Watson